# Smokuč
Smôkúč je vas v Občini Žirovnica. Ima približno 460 prebivalcev in se deli na dva dela: stari Smokuč in novi Smokuč. Smokuč je znan predvsem po arheološkem najdišču in stari vaški pralnici.

## Etimologija
Izvor imena kraja ni natančno znan. Po eni od možnih razlag naj bi bil izpeljan iz staroslovanskega izraza za nestrupeno kačo smokuljo.

## Zgodovina Smokuča
Ime Smokuč je bilo prvič omenjeno v 14. stoletju v neki dunajski listini. Listina je bila izdana 8. aprila 1328, predvideva pa se, da je bila na mestu, kjer je sedaj Smokuč, vas že v obdobju 8.-9. stoletja. Ta vas naj bi se imenovala Krničice ali Krnice.